# Magic in your Eyes
Singles de Tommy february6
Love is forever
(2003) L•O•V•E•L•Y ~Yumemiru LOVELY BOY~
(2004)
Magic in your Eyes (orthographié sur l'albumMaGic in youR Eyes) est le 6e single de Tommy february6 sorti le 11 février 2004 au Japon. Il atteint la 6e place du classement de l'Oricon et reste classé pendant 10 semaines. MaGic in youR Eyes et I still love you boy se trouvent sur l'album Tommy airline* et sur la compilation Strawberry Cream Soda Pop "Daydream". MaGic in youR Eyes a été utilisé comme thème musical pour le drama Okusama wa Majo.
Toutes les paroles sont écrites par Tommy february6, toute la musique est composée par Malibu Convertible.
| 1. | Magic in your Eyes                           |  |
| 2. | I still love you boy                         |  |
| 3. | Magic in your Eyes (Original Instrumental)   |  |
| 4. | I still love you boy (Original Instrumental) |  |